# Stinkmycena
De stinkmycena (Mycena leptocephala) is een paddenstoel uit het geslacht Mycena. De zwam is saprotroof, hij vormt in de herfst vruchtlichamen op strooisel in bossen, grasland en grasbermen. 

## Kenmerken
Hoed
De stinkmycena heeft een 0,5 tot 2 cm grote, paraboolachtige fijn bepoederde hoed die later stomp en kaal wordt. De kleur is donker grijsbruin tot sepiabruin, aan de rand lichter gestreept tussen de van bovenaf zichtbare lamellen. Hij is hygrofaan waardoor hij vaal bruingrijs opdroogt. 
Lamellen
De lamellen zijn tamelijk donkergrijs met een lichtere snede. 
Steel
De aanvankelijk ook bepoederde steel is 1 tot 2 mm dik en heeft ongeveer dezelfde kleur als de hoed. Aan de voet bevinden zich warrige witte haren. 
Geur
Een sterke chloorgeur verklaart de naam van de zwam.

## Verspreiding
De paddenstoel komt in Nederland en Vlaanderen zeer algemeen voor.

## Vergelijkbare soorten
Verwarring is mogelijk met de ook in grasland groeiende grijsbruine mycena (Mycena aetites), deze heeft echter blekere lamellen.